# Bob Weinstein
Robert "Bob" Weinstein, född 18 oktober 1954 i Flushing i Queens i New York, är en amerikansk filmproducent. Han är, tillsammans med brodern Harvey Weinstein, grundare av de bägge produktionsbolagen Dimension Films och Miramax Films. Tillsammans med brodern har han varit verksam/involverad i flera kända filmproduktioner, bland annat som exekutiv producent på de fyra första filmerna i Scream-serien med mera.

## Filmografi (i urval)

### Filmer

#### Exekutiv producent
| - 1989 – Skandalen - 1990 – Pengar är inte allt - 1990 – The Lemon Sisters - 1990 – Hardware - 1991 – Ont blod i Harlem - 1991 – Påven sitter löst - 1992 – Hästen från havet - 1993 – Hjärtats skamvrå - 1993 – Kärlekstrassel i New York - 1993 – True Romance - 1993 – Mammas pojkar - 1994 – Pulp Fiction - 1994 – Prêt-à-Porter - 1995 – Engelsmannen som gick upp för en kulle men kom ner från ett berg - 1995 – Smoke - 1995 – En månad vid sjön - 1995 – Blue in the Face - 1995 – August King – den långa resan - 1995 – Hämnden - 1995 – Things to Do in Denver When You're Dead - 1996 – Beautiful Girls - 1996 – Flirting with Disaster - 1996 – Jane Eyre - 1996 – Vänner och flickvänner - 1996 – Emma - 1996 – The Crow: City of Angels - 1996 – Den engelske patienten - 1996 – The Last of the High Kings - 1996 – Scream - 1997 – Hämnden är ljuv - 1997 – Prinsessan Mononoke (engelska versionen) - 1997 – Air Bud – vilken lirare! - 1997 – Cop Land - 1997 – She's So Lovely - 1997 – Duvans vingslag - 1997 – Will Hunting - 1997 – Scream 2 - 1997 – Jackie Brown - 1997 – Nattvakten - 1998 – Illusion av lycka - 1998 – Phantoms - 1998 – Senseless – sanslösa sinnen - 1998 – Wide Awake - 1998 – Den stora klassfesten – 10 år senare - 1998 – Alla helgons blodiga natt – 20 år senare - 1998 – Studio 54 - 1998 – The Mighty - 1998 – B. Monkey - 1998 – Rounders – Sista spelet - 1998 – Velvet Goldmine - 1998 – Little Voice - 1998 – Shakespeare in Love - 1998 – Sex lektioner i kärlek - 1998 – Faculty - 1999 – She's All That - 1999 – Mitt liv hittills - 1999 – Killing Mrs. Tingle - 1999 – Outside Providence - 1999 – Music of the Heart - 1999 – Mansfield Park - 1999 – Holy Smoke - 1999 – Ciderhusreglerna - 2000 – Down to You - 2000 – Scream 3 - 2000 – Kärt besvär förgäves - 2000 – Scary Movie - 2000 – The Crow: Salvation - 2000 – The Yards - 2000 – Malèna - 2000 – Tillbaka till kärleken - 2000 – Chocolat - 2000 – Dracula 2000 - 2001 – Spy Kids - 2001 – Scary Movie 2 - 2001 – The Others - 2001 – Stjärnor utan hjärnor - 2001 – Texas Rangers - 2001 – Iris - 2001 – Sjöfartsnytt - 2001 – Sagan om ringen - 2002 – Spy Kids 2 - De förlorade drömmarnas ö - 2002 – Below - 2002 – Waking Up in Reno - 2002 – Cubic - 2002 – Sagan om de två tornen - 2002 – Gangs of New York | - 2002 – Chicago - 2002 – Confessions of a Dangerous Mind - 2003 – Spy Kids 3-D: Game Over - 2003 – My Boss's Daughter - 2003 – Duplex - 2003 – Kill Bill: Volume 1 - 2003 – Scary Movie 3 - 2003 – The Human Stain - 2003 – Sagan om konungens återkomst - 2003 – Åter till Cold Mountain - 2004 – Jersey Girl - 2004 – Ella den förtrollade - 2004 – Kill Bill: Volume 2 - 2004 – Fahrenheit 9/11 - 2004 – Shall We Dance? - 2004 – Finding Neverland - 2004 – The Aviator - 2005 – Cursed - 2005 – Sin City - 2005 – På äventyr med Sharkboy och Lavagirl - 2005 – Bröderna Grimm - 2005 – Underclassman - 2005 – Proof - 2005 – Derailed - 2006 – Scary Movie 4 - 2006 – Clerks II - 2006 – Pulse - 2006 – Breaking and Entering - 2006 – Nördskolan - 2006 – Miss Potter - 2007 – Grindhouse - 2007 – 1408 - 2007 – Sicko - 2007 – Who's Your Caddy? - 2007 – The Nanny Diaries - 2007 – Halloween - 2007 – Territory - 2007 – The Mist - 2007 – Awake - 2008 – Rambo - 2008 – Superhero Movie - 2008 – Zack and Miri Make a Porno - 2008 – Cool Men - 2008 – The Reader - 2009 – Fanboys - 2009 – Inglourious Basterds - 2009 – Halloween II - 2009 – Capitalism: A Love Story - 2009 – Nine - 2010 – Piranha 3D - 2010 – The King's Speech - 2010 – The Fighter - 2011 – Scream 4 - 2011 – Hoodwinked Too! Hood vs. Evil - 2011 – Spy Kids 4D - 2011 – Apollo 18 - 2011 – I Don't Know How She Does It - 2011 – My Week with Marilyn - 2012 – Piranha 3DD - 2012 – Du gör mig galen! - 2012 – Django Unchained - 2013 – Scary Movie 5 - 2013 – Last Stop Fruitvale Station - 2013 – The Butler - 2013 – One Chance - 2013 – En familj – August: Osage County - 2014 – Vampire Academy - 2014 – Sin City: A Dame to Kill For - 2014 – Paddington - 2014 – Big Eyes - 2015 – Kvinnan i guld - 2015 – Southpaw - 2015 – Bränd - 2015 – Carol - 2015 – The Hateful Eight - 2016 – Sing Street - 2016 – Lion - 2016 – The Founder - 2016 – Gold - 2017 – 47 Meters Down - 2017 – Wind River - 2017 – Tulpanfeber - 2017 – The Current War - 2017 – Amityville: The Awakening - 2018 – Hellraiser: Judgement - 2019 – Polaroid |

#### Producent
- 1986 – Dunder & brak (även regissör)
- 1995 – Kungen & älskarinnan
- 1997 – Mimic
- 2000 – Dubbelspel
- 2003 – Master and Commander – Bortom världens ände
- 2003 – Bad Santa

#### Manusförfattare
- 1981 – The Burning

### TV-serier
- 2014 – Marco Polo (TV-serie) (exekutiv producent)
- 2016 – Krig och fred (TV-serie) (exekutiv producent)
- 2018 – Spy Kids: På viktigt uppdrag (TV-serie) (exekutiv producent)